# Первинское сельское поселение
Первинское сельское поселение — муниципальное образование (сельское поселение) в Касимовском районе Рязанской области.
Административный центр — село Перво.
Законом Рязанской области от 11 мая 2017 года № 27-ОЗ, были преобразованы, путём их объединения, Балушево-Починковское и Первинское сельские поселения — в Первинское сельское поселение с административным центром в селе Перво.

## Население
| 2010 | 2012 | 2013 | 2014 | 2015 | 2016 | 2017 |
| ---- | ---- | ---- | ---- | ---- | ---- | ---- |
| 1848 | ↘582 | ↘560 | ↘552 | ↘532 | ↘525 | ↘499 |
| 2018 | 2019 | 2020 | 2021 |      |      |      |
| ↗782 | ↘779 | ↘750 | ↘744 |      |      |      |

## Состав сельского поселения
| №  | Населённый пункт | Тип населённого пункта       | Население |
| -- | ---------------- | ---------------------------- | --------- |
| 1  | Ананьино         | деревня                      | ↘38       |
| 2  | Баишево          | деревня                      | 1         |
| 3  | Балушевы Починки | село                         | 235       |
| 4  | Бетино           | село                         | ↘61       |
| 5  | Василево         | деревня                      | ↘21       |
| 6  | Давыдово         | деревня                      | ↘43       |
| 7  | Ерденево         | деревня                      | ↘23       |
| 8  | Жданово          | деревня                      | ↘84       |
| 9  | Колубердеево     | деревня                      | 8         |
| 10 | Мальцево         | деревня                      | ↘19       |
| 11 | Некрасовка       | деревня                      | 2         |
| 12 | Перво            | село, административный центр | ↘271      |
| 13 | Поздняково       | деревня                      | 0         |
| 14 | Савино           | деревня                      | ↘25       |
| 15 | Сеитово          | деревня                      | ↘33       |
| 16 | Толстиково       | село                         | 44        |
| 17 | Чинур            | деревня                      | ↘30       |
| 18 | Шемякино         | деревня                      | 9         |